# چارلستون (کنتاکی)
چارلستون (به انگلیسی: Charleston) یک منطقهٔ مسکونی در ایالات متحده آمریکا است که در شهرستان هاپکینز، کنتاکی واقع شده‌است. چارلستون ۱۶۱٫۸۵ متر بالاتر از سطح دریا واقع شده‌است.